# Merle Weidt
Merle Weidt (* 20. Juli 1999 in Offenburg) ist eine deutsche Volleyballspielerin.

## Karriere
Weidt begann ihre Karriere in ihrer Heimatstadt beim Zweitligisten VC Offenburg. 2014 ging sie zur Nachwuchsmannschaft VC Olympia Berlin. Dort sollte sie zunächst in der dritten Liga spielen, aber im November hatte sie bereits ihren ersten Einsatz in der Bundesliga. Auch in den folgenden Jahren spielte die Mittelblockerin mit dem VC Olympia in der ersten Liga. Außerdem kam sie in mehreren deutschen Nachwuchs-Nationalmannschaften zum Einsatz.